# Ophiomastus australis
Ophiomastus australis är en ormstjärneart som först beskrevs av Jean Baptiste François René Koehler 1901.  Ophiomastus australis ingår i släktet Ophiomastus och familjen fransormstjärnor. Inga underarter finns listade i Catalogue of Life.